# Mur (España)
Mur es una entidad de población española del municipio de Castell de Mur, perteneciente a la provincia de Lérida, en la comunidad autónoma de Cataluña.

## Historia
Hacia mediados del siglo XIX, el lugar, por entonces con ayuntamiento propio, tenía contabilizada una población de 186 habitantes. Aparece descrito en el undécimo volumen del Diccionario geográfico-estadístico-histórico de España y sus posesiones de Ultramar de Pascual Madoz con las siguientes palabras:

MUR: l. con ayunt. en la prov. de Lérida (18 horas), part. jud. de Tremp (2), aud. terr. y c. g. de Cataluña (Barcelona 42), dióc. de la Seo de Urgen (18). La pobl. se halla sit. en terreno montuoso, frio y sano. Se compone de varios cas. y masías esparcidas por el térm. de la manera siguiente: Mur en que solo existe la igl. y restos de un antiguo monast., hoy casa del curo, está sit. en la cima de su collado: Collmorte con 4 casas, al E. de Mur; y en el mismo collado un poco mas abajo y á unos 8 minutos Sta. Lucia, sit. en la vertiente E. de la colina en que está la v. de Guardia á 1/2 hora al S. de Mur; consta de 15 casas y una igl. con su vicario dependiente de la parr. de Mur; dist. 1/2 hora al S. de aquel está el de Las Esplugas, en la misma colina y en una cuesta bajo de una roca, y sus 4 casas están divididas en 2 grupos, separados entre sí como 200 pasos: al O. de Mur y como á cuarto y medio de hora, se encuentra el de Mirabet, sobre su pericueto, compuesto de 2 casas; á la misma distancia tambien de Mur está el Manso del Benet; á una hora el de Fornicó; á 1 y 1/4 el de Sellamana; á 1 1/2 el de Es Comuns, y á 2 el del Coscó. El cas. de Vilamolat, se halla sobre un llano pequeño, al N. y una hora de Mur; se compone de 5 casas, de las cuales hay una separada 400 pasos de las demas; el Manso de Finebrell, está al N. de Mur á dist. de hora y 1/2; y por fin, el cas. de Puigmasana, existe á igual dist. NE. del mismo punto, componiendo 4 casas dependientes de la parr. de Puigcercos, y todas las demas son de Mur: las casas son de un solo piso y de mala distribucion interior, existiendo en todos los cas. su capilla: la igl. parr. como hemos dicho está en el de Mur, bajo la advocacion de Sta. Maria, comprendiendo el anejo de Meull; y se halla servida por un vicario mutual, nombrado por el paborde, quien tiene la cura habitual, siendo de patronato del Sr. Duque de Hijar y de otros señores legos; hay ademas un sacristan, campanero y dos monacillos. Como á unos 200 pasos de esta igl. existe un ant. cast., y junto á ella está el cementerio. En las casas de Sta. Lucia solo hay buenas fuentes y labadero, pero en las demas escasean de aguas y tienen necesidad de surtirse en fuentes bastante lejanas. Confina el térm. por el N. con el de Puigcercós; E. los de Guardia y Estorm; S. otra vez con el de Estorm, y los de Moró y Alsina, y O. los de Castellnou y Meull, estendiéndose mas de 2 horas de N. á S., y 1 y 1/2 de E. á O. El terreno es montuoso y quebrado de rocas calizas y areniscas, cultivándose como unos 226 jornales de tierra que dan el 4 por 1; hay algunos bosques de robles y encina para leña, y pocos árboles frutales; tambien tiene algunos pequeños huertos que se riegan con las aguas de varias fuentes escasas, que nacen en el térm. Los caminos son locales de los cas. entre sí, y para los pueblos vec. de herradura y mal conservados. prod.: trigo, centeno, carrion, vino y lana; cria ganado lanar y cabrío, y caza de conejos, liebres y perdices. ind.: un molino harinero en el cas. de Vilamolat. pobl.: 20 vec., 186 alm. riqueza imp.: 50,340 rs. contr.: el 14'48 por 100 de esta riqueza.
(Madoz, 1848, pp. 694-695)

El municipio de Mur desapareció en 1971 para unirse al de Guàrdia de Noguera y conformar el de Castell de Mur. En 2023, la entidad singular de población tenía empadronado un único habitante.